# Maxim Vlasov
Maxim Vlasov (rusky: Максим Власов; * 1980) je ruský horolezec a reprezentant v ledolezení, vicemistr světa a vítěz světového poháru v ledolezení na rychlost.
Mezinárodních závodů v ledolezení se od roku 2016 účastnily také Jekatěrina Vlasovová a Alena Vlasovová.

## Výkony a ocenění
- 2006: vítěz celkového hodnocení světového poháru
- 2009: vicemistr světa

### Závodní výsledky
| Mistrovství světa v ledolezení | Mistrovství světa v ledolezení | Mistrovství světa v ledolezení | Mistrovství světa v ledolezení | Mistrovství světa v ledolezení | Mistrovství světa v ledolezení | Mistrovství světa v ledolezení | Mistrovství světa v ledolezení |
| Rok                            | 2007                           | 2009                           | 2011                           | 2013                           | 2015                           | 2017                           | 2022                           |
| ------------------------------ | ------------------------------ | ------------------------------ | ------------------------------ | ------------------------------ | ------------------------------ | ------------------------------ | ------------------------------ |
| Obtížnost                      | —                              | —                              | —                              | —                              | —                              | —                              | —                              |
| Rychlost                       | 13                             | 2                              | 6                              | 6                              | 9                              | —                              | 8                              |

| Světový pohár v ledolezení | Světový pohár v ledolezení | Světový pohár v ledolezení | Světový pohár v ledolezení | Světový pohár v ledolezení | Světový pohár v ledolezení | Světový pohár v ledolezení | Světový pohár v ledolezení | Světový pohár v ledolezení | Světový pohár v ledolezení | Světový pohár v ledolezení | Světový pohár v ledolezení | Světový pohár v ledolezení | Světový pohár v ledolezení | Světový pohár v ledolezení | Světový pohár v ledolezení | Světový pohár v ledolezení | Světový pohár v ledolezení |
| Rok                        | 2002                       | 2003                       | 2004                       | 2005                       | 2006                       | 2007                       | 2008                       | 2009                       | 2010                       | 2011                       | 2012                       | 2013                       | 2014                       | 2015                       | 2016                       | 2017                       | 2018                       |
| -------------------------- | -------------------------- | -------------------------- | -------------------------- | -------------------------- | -------------------------- | -------------------------- | -------------------------- | -------------------------- | -------------------------- | -------------------------- | -------------------------- | -------------------------- | -------------------------- | -------------------------- | -------------------------- | -------------------------- | -------------------------- |
| Obtížnost                  | ?                          | ?                          | nehodnotilo se             | nehodnotilo se             | 34-39                      | —                          | 36-37                      | 37-38                      | 40-41                      | 55-59                      | 62-74                      | —                          | 38-39                      | —                          | —                          | —                          | —                          |
| jednotlivě*                | ?                          | ?                          | ?                          | ?                          | -,-,-, 12-16,-             | —                          | -, 25,-                    | 25-31, -,30-32             | 19,-, -,-                  | 27-34, -,-,-               | -,-,-,-, 29-39             | —                          | 17,-, -,-,27               | —                          | —                          | —                          | —                          |
|                            |                            |                            |                            |                            |                            |                            |                            |                            |                            |                            |                            |                            |                            |                            |                            |                            |                            |
| Rychlost                   | ?                          | ?                          | nehodnotilo se             | nehodnotilo se             | 1                          | 11                         | 9                          | 4                          | 6                          | 11                         | 21                         | 9                          | 8                          | 7                          | 7                          | —                          | 4                          |
| jednotlivě* (2/6/3)        | ?,, · ?,?                  | ?                          | ?                          | ?                          | 5,5, · ,                   | 10, 13                     | 10, -,14                   | 19, · 4,                   | ,-, · -,                   | ,-, · -,6                  | -,-, -,-,9                 | 4,11, 7,-,6                | 13,6, 5,11                 | -,,7, · 11,11,9            | -,, · 5,7                  | —                          | 6-7,5, · ,5,               |

* poznámka: napravo jsou poslední závody v roce
| Mistrovství Evropy v ledolezení | Mistrovství Evropy v ledolezení | Mistrovství Evropy v ledolezení | Mistrovství Evropy v ledolezení | Mistrovství Evropy v ledolezení | Mistrovství Evropy v ledolezení | Mistrovství Evropy v ledolezení | Mistrovství Evropy v ledolezení |
| Rok                             | 2012                            | 2014                            | 2016                            | 2018                            | 2020                            | 2021                            | 2022                            |
| ------------------------------- | ------------------------------- | ------------------------------- | ------------------------------- | ------------------------------- | ------------------------------- | ------------------------------- | ------------------------------- |
| Obtížnost                       | 62-74                           | 22                              | —                               | —                               | —                               | —                               | —                               |
| Rychlost                        | 9                               | 11                              | 6                               | 3                               | 7                               | —                               | 9                               |